# John Wallace (canottiere)
John William Wallace (Burlington, 1º aprile 1962) è un ex canottiera canadese.

## Carriera
Wallace ha partecipato a due edizioni dei Giochi olimpici nella specialità otto, vincendo a Barcellona 1992 la medaglia d'oro con la squadra canadese. È stato sposato con la campionessa olimpica di canottaggio Silken Laumann.

## Palmarès
| Anno | Manifestazione  | Sede            | Evento   | Risultato | Prestazione | Note |
| ---- | --------------- | --------------- | -------- | --------- | ----------- | ---- |
| 1988 | Giochi olimpici | Seul            | Otto con | 6º        | 5'54"26     |      |
| 1990 | Mondiali        | Lake Barrington | Otto con | Argento   | 5'27"57     |      |
| 1991 | Mondiali        | Vienna          | Otto con | Argento   | 5'51"68     |      |
| 1992 | Giochi olimpici | Barcellona      | Otto con | Oro       | 5'29"53     |      |